# Siebenten-Tags-Adventisten
Die Glaubensgemeinschaft der Siebenten-Tags-Adventisten (STA) ist eine weltweit verbreitete protestantische Freikirche.

## Name
Der Name „Siebenten-Tags-Adventisten“ nimmt darauf Bezug, dass die Kirchenmitglieder
- Adventisten sind, also an eine baldige Wiederkehr Jesu Christi glauben (lateinisch adventus ‚Ankunft‘) und
- den siebten Wochentag nach der biblischen Zählung, den Samstag (Sabbat), heilig halten,[1] anders als die meisten Christen, die den traditionell ersten Wochentag, den Sonntag, als Tag der Auferstehung feiern.[2]

## Verbreitung

### Entwicklung der Gemeindegliederzahl
Die Siebenten-Tags-Adventisten selbst bezeichnen die Gläubigen in ihrer Gemeinschaft als Gemeindeglieder, Glieder der Gemeinde oder meist kurz als Glieder. Ausgehend von den USA begannen die STA 1874 mit der Mission im Ausland. Als Folge dieser überstieg im Jahr 1920 erstmals die Zahl der Gemeindemitglieder außerhalb jene innerhalb Nordamerikas. 1997 lebten dort nur noch ca. 10 % ihrer Mitglieder, die Mehrheit dagegen in Afrika und Lateinamerika.

#### Weltweit
1961 hatte die Kirche nach eigenen Angaben zum ersten Mal mehr als 1 Million Mitglieder, zur Jahrtausendwende verkündete sie eine Mitgliederzahl von 10 Millionen. Per 31. Dezember 2016 zählte man 20.008.779 Mitglieder. Die Zahlen beziehen sich nur auf getaufte Mitglieder. Kinder aus adventistischen Familien sind nicht mitgezählt. Zusammen mit den noch nicht getauften Kindern und Jugendlichen besuchen weit über 30 Millionen Menschen die adventistischen Gottesdienste.
Zum Vergleich der Größenordnung: Weltweit gehören derzeit etwa 83 Millionen Menschen den Evangelisch-lutherischen Kirchen, einschließlich der Kinder, da sie die Kindertaufe praktizieren.
Innerhalb von fünf Jahren (2000–2005) verließen 1,5 Millionen Menschen die Kirche.
In den fünf Jahren von 2009 bis 2013 schlossen sich 5,45 Millionen Menschen der Freikirche an.

Von der Kirche selbst geschätzte Entwicklung der Mitgliederzahlen von 1863 bis 2019

#### Mitglieder in Deutschland
|                       | Jahr   | Jahr   | Jahr   | Jahr   | Jahr   | Jahr   | Jahr   | Jahr   | Jahr   | Jahr   | Jahr   | Jahr   | Jahr   |        |        |        |        |
| 2007                  | 2008   | 2009   | 2010   | 2011   | 2012   | 2013   | 2014   | 2015   | 2016   | 2017   | 2018   | 2019   | 2020   | 2021   | 2022   | 2023   |        |
| --------------------- | ------ | ------ | ------ | ------ | ------ | ------ | ------ | ------ | ------ | ------ | ------ | ------ | ------ | ------ | ------ | ------ | ------ |
| Gemeinden             | 578    | 586    | 572    | 570    | 564    | 563    | 560    | 559    | 558    | 558    | 559    | 555    | 554    |        |        |        |        |
| Mitglieder            | 35.925 | 35.651 | 35.386 | 35.195 | 35.099 | 34.982 | 34.901 | 34.811 | 34.846 | 34.968 | 34.948 | 34.792 | 34.735 | 34.415 | 34.285 | 34.092 | 34.130 |
| Taufen/Aufnahmen      | 666    | 618    | 628    | 597    | 733    | 713    | 579    | 505    | 544    | 576    |        |        |        |        |        |        |        |
| Todesfälle            | 525    | 533    | 532    | 488    | 524    | 568    | 517    | 496    |        |        |        |        |        |        |        |        |        |
| Austritte/Ausschlüsse | 231    | 300    | 242    | 304    | 297    | 251    | 238    | 225    |        |        |        |        |        |        |        |        |        |
| Nettowachstum         | −97    | −274   | −265   | −191   | −96    | −117   | −81    | −90    | +35    | +122   | −20    | −156   | −57    | −320   | −130   | −193   | +38    |

Die Mitgliederzahl der mündig getauften Adventisten in den Ländern Hessen, Rheinland-Pfalz und im Saarland verringerte sich in den letzten vier Jahren leicht von 4.664 (Stand 31. Dezember 2016) auf 4.654 (Ende 2020).

#### Mitglieder in Österreich
In Österreich gibt es insgesamt 53 Gemeinden mit rund 4200 getauften Mitgliedern, die von ca. 30 ordinierten Pastoren betreut werden (Stand 2016).

#### Mitglieder in der Schweiz
In der Schweiz leben rund 4800 erwachsene getaufte Siebenten-Tags-Adventisten, die in 54 Gemeinden organisiert sind und von 44 Pastoren betreut werden. Die Freikirche ist Gastmitglied der Arbeitsgemeinschaft christlicher Kirchen in der Schweiz (AGCK-CH). Die STA Basel-Stadt hatten seit 1973 einen Gaststatus bei der kantonalen Arbeitsgemeinschaft christlicher Kirchen (AGCK). Später kam der Gaststatus auch in den Kantonen Aargau, Schaffhausen, Tessin und Zürich hinzu. Im Kanton Waadt sind die STA Mitglied der kantonalen AGCK, inzwischen ebenso im AGCK beider Basel.

## Lehre
In weiten Teilen ähnelt die Lehre der Siebenten-Tags-Adventisten der Lehre anderer protestantischer  Kirchen. So gilt die Bibel als die einzige religiöse Autorität. Es gibt aber auch einige charakteristische Unterschiede.

### Glaubensartikel
Die Lehre wird derzeit in 28 Glaubenspunkten offiziell beschrieben. Diese Glaubenspunkte beschreiben unter anderem das Gottesverständnis, die Rolle Jesu Christi, die Dreieinigkeit, das Bibelverständnis, die Lehre vom Sabbat, von der Gemeinde (Kirchenverständnis), von der Gemeindefinanzierung, vom christlichen Lebensstil, von Tod und Auferstehung, von der Endzeit, der damit verbundenen Wiederkunft Christi und der neuen Erde. Gemäß dem Vorwort der Glaubensartikel sind diese nicht statisch, sondern können und sollen je nach Erkenntnisstand durch eine Vollversammlung der Generalkonferenz angepasst werden.

### Zeit des Gerichts
Adventisten glauben an die Sündenvergebung, sind jedoch gleichzeitig der Auffassung, dass seit dem 22. Oktober 1844 ein „Untersuchungsgericht“ im Himmel stattfindet. Hierbei werden alle bekennenden Gläubigen untersucht und all jene in das Buch des Lebens eingetragen, welche den Glauben an Jesus Christus bewahrt haben.

### Sabbat
Anders als die Mehrzahl der christlichen Kirchen, die den Sonntag für den regelmäßigen wöchentlichen Gottesdienst nutzen, beachten die Siebenten-Tags-Adventisten den Samstag – den nach abrahamitischer Zählung siebten Tag der Woche – als gottesdienstlichen Ruhetag, der nach dem hebräischen Wort im Urtext als Sabbat bezeichnet wird. Der Sabbat beginnt freitags mit dem Sonnenuntergang und endet samstags ebenfalls mit dem Sonnenuntergang. Die Freikirche beruft sich dabei auf den Schöpfungsbericht (1. Mose 2,3 ): „... und Gott segnete den siebenten Tag und heiligte ihn“ und das vierte der Zehn Gebote (2. Mose 20,8–11 ), in dem die Heiligung und das Gedenken des Sabbats von Gott geboten wird: „Gedenke des Sabbattages, dass du ihn heiligest ...“.
Siebenten-Tags-Adventisten weisen darauf hin, dass auch Jesus nach seiner Gewohnheit am Sabbat den Gottesdienst besuchte (Lk 4,16 ) und die Gültigkeit des Sabbats über seine Himmelfahrt hinaus festlegte (Mt 24,20 ): „Betet darum, dass eure Flucht nicht im Winter oder an einem Sabbat geschieht!“ Die Sonntagsheiligung dagegen wird im Neuen wie Alten Testament nirgendwo geboten. Auf Grund anti-jüdischer, heidnischer (besonders der Sonntagsfeier des Mithraskultes) und politischer Einflüsse habe der Sonntag erst später die Sabbatfeier verdrängt. „Diese Untersuchung zeigt, dass die Übernahme des Sonntags anstelle des Sabbats nicht in der urchristlichen Gemeinde von Jerusalem durch die Vollmacht apostolischer Autorität geschah, sondern schätzungsweise ein Jahrhundert später in der Kirche von Rom.“ Erst nachdem Kaiser Konstantin am 7. März 321 den Sonntag zum gesetzlichen Feiertag erklärte, sei er auch von den Christen als Ruhetag betrachtet worden. „Zu Anfang des 4. Jh. erscheint die Sonntagsheiligung als kirchliches Gebot.“
Adventisten sehen den Samstag als eine Zeit der Ruhe, die Zeit für die Gemeinschaft mit Gott und mit dem Nächsten bietet. Er ist für sie nicht nur ein Gedenktag der Schöpfung, sondern auch ein wöchentliches Erinnern an die Erlösung in Christus, die Neuschöpfung des gläubig gewordenen Menschen. Darüber hinaus bietet er den Ausblick auf die Ruhe der Erlösten im Reich Gottes (Hebräer 4,3–10 ).

### Taufe
Die Siebenten-Tags-Adventisten praktizieren (wie auch viele andere Kirchen) die Glaubenstaufe durch Untertauchen. Sie sind der Auffassung, dass die persönliche Umkehr zu Gott, der persönliche Glaube an Jesus Christus als den Erretter und die bewusste Entscheidung Grundvoraussetzungen für die Taufe sind. Sie betrachten die Glaubenstaufe als Voraussetzung für die Mitgliedschaft. Vor der Taufe erfolgt ein gründliches adventistisches Bibelstudium. Die Gemeinde hat ein Recht darauf, Glaubensbekenntnis und Haltung der Person kennenzulernen, die in die Gemeinde aufgenommen werden möchte. Daher stellt sich der Taufkandidat in der Regel der Gemeinde oder dem Gemeindeausschuss vor und kann dabei seinen Glauben bekennen. Die Taufe erfolgt in Taufbecken, die bei größeren Gemeindehäusern in den Gottesdienstsaal eingebaut sind, oder bei geeignetem Wetter auch in Flüssen oder Seen. Gleichzeitig mit der Taufe erfolgt die Aufnahme in die Gemeinde. Der Übertritt in die Freikirche ist ohne erneute Taufe möglich, wenn eine vorherige Glaubenstaufe aus einer anderen Kirche vorliegt.
Eine als Säugling oder Kleinkind empfangene Taufe (Kindstaufe) wird nicht anerkannt. Die Taufe wurde durch das Beispiel Christi geheiligt, sie wird jedoch nicht als Stiftung dessen betrachtet.

### Hölle und der Zustand der Toten
Hinsichtlich der Hölle und des Zustandes der Toten vertreten die Siebenten-Tags-Adventisten den Standpunkt des Annihilationismus: Sie betrachten den Tod als einen Zustand des Schlafs und begründen dies mit Bibelstellen wie Koh 9,5+6+10 . Sie lehren, dass ein Mensch die Zeit seines Todes nicht bewusst erlebt, und lehnen die Ansicht ab, dass die Menschen direkt nach dem Tod in den Himmel oder in die Hölle kommen (siehe 1 Thess 4,13ff. ). Diese Zeit endet mit der Auferstehung, die (im Falle der Gerechten) zur Wiederkunft Christi bzw. (im Falle der Gottlosen) nach dem Millennium (Offb 20 ) geschieht. Es schließt sich dann das Jüngste Gericht an. Dieses endet für die Gottlosen nicht mit einer ewigen Qual in einer feurigen Hölle, sondern mit der endgültigen Vernichtung bzw. Auslöschung – wobei die formale Zugehörigkeit zu den Siebenten-Tags-Adventisten keine automatische Rettung bedeutet und auch Angehörige anderer Kirchen Rettung finden werden: Allein der lebendige Glaube an Jesus Christus als Erlöser und Herrn ist entscheidend, wobei die Gläubigen sich nicht anmaßen sollen, entsprechende Urteile über andere Menschen zu sprechen.

### Wiederkunft Christi
Die Siebenten-Tags-Adventisten erwarten die baldige Wiederkunft Christi. Diese Hoffnung, welche auf den Schriften des Neuen Testaments beruht, gründen sie auf die Auslegung der Erzählungen Jesu und der Apostel, die in der Wiederkunft Jesu die Vollendung der christlichen Erlösung versprechen (Joh 14,1–3 ; Mt 24,30 ; Hebr 9,28 ). Was den Zeitpunkt seines zweiten Kommens betrifft, verweisen Siebenten-Tags-Adventisten einerseits auf die vorhergesagten Zeichen (Mt 24 ; Mk 13 , Lk 21,25–28 ), die versprechen, dass der Tag, der seit nunmehr rund zweitausend Jahren naherwartet wird, nicht mehr fern sein kann. Zugleich warnen sie aber vor jeder zeitlichen Fixierung, weil der Zeitpunkt den Menschen verborgen bleibe (Mt 24,36 ). In dieser doppelten Betonung wird sowohl eine überhitzte Naherwartung als auch eine leichtfertige Gleichgültigkeit vermieden. Damit fühlen sie sich zu einem Leben in steter Bereitschaft berufen, die sich in tätigem Dienst für das Wohl dieser Welt und der Verkündigung des christlichen Evangeliums manifestiert (Mt 24,14–44 ; Mt 25,40 ).

### Lebensführung
Die Siebenten-Tags-Adventisten fassen den menschlichen Körper als ein Haus Gottes auf (1 Kor 6,19–20 ), daher legen sie hohen Wert auf eine gesunde Lebensführung.
Das resultiert darin, auf den Konsum von Alkohol, Tabak und anderen Rauschmitteln zu verzichten, jedoch auch beispielsweise koffeinhaltige oder stark verarbeitete Lebensmittel zu meiden. Zudem werden einige der biblischen Speisegebote (3. Mose, Kapitel 11 ) eingehalten; Adventisten essen daher beispielsweise kein Schweinefleisch. Viele Siebenten-Tags-Adventisten ernähren sich vegetarisch, eine Praxis, die als Empfehlung der kirchlichen Lehre gilt.
Im 19. Jahrhundert gehörten die Siebenten-Tags-Adventisten zu den Vorreitern der Lebensreform-Bewegung. Im Reformhaus sind bis heute viele Produkte von Firmen mit adventistischem Ursprung (Beispiel: DE-VAU-GE Gesundkostwerk) erhältlich.
Der Erfinder der Cornflakes, J. H. Kellogg, war bis zu seinem Ausschluss aus der Gemeinschaft im Jahr 1907 Adventist.
Insgesamt sollen Adventisten ein Leben führen, das weder ausschweifend noch asketisch ist.

### Ellen White

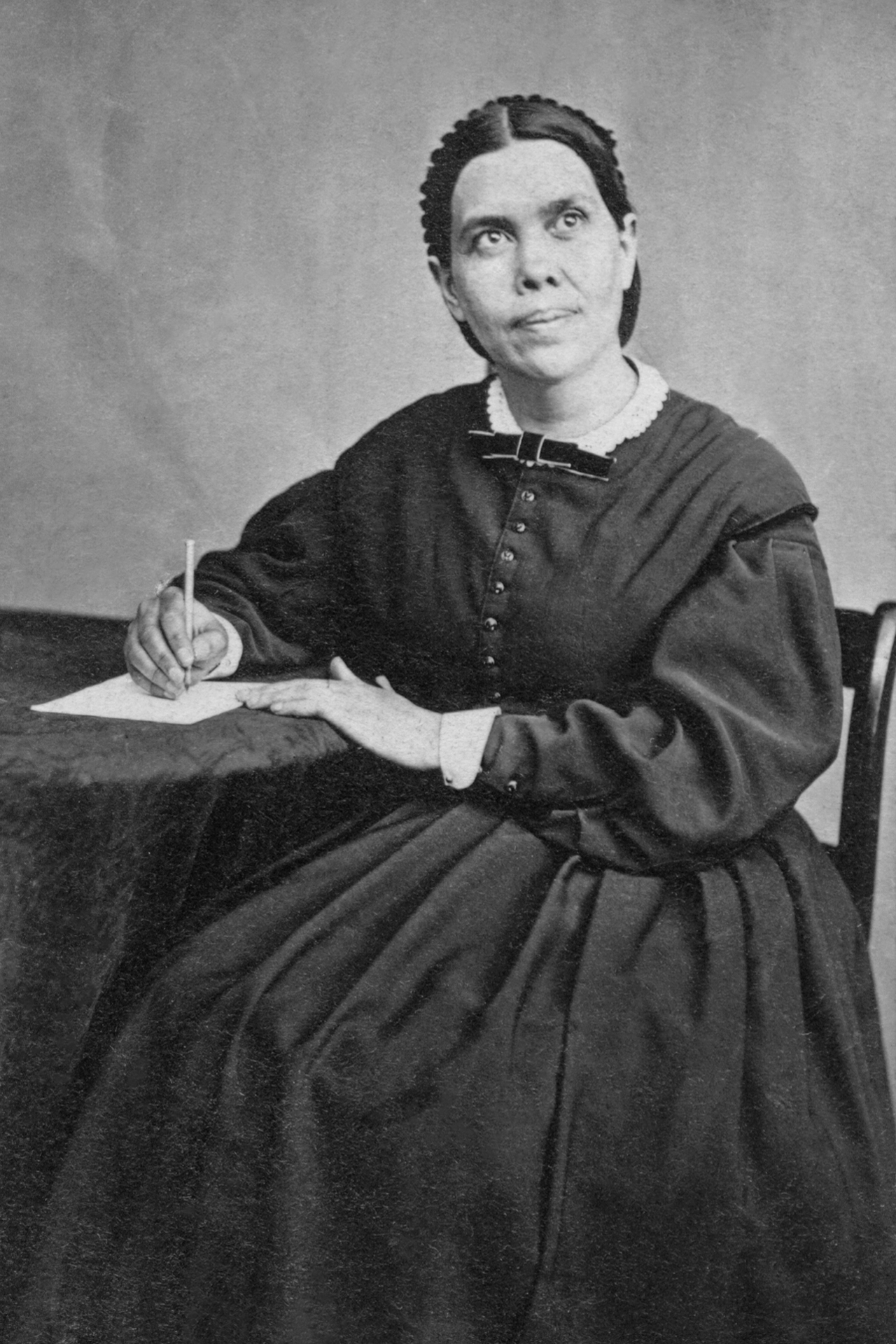
Ellen G. White

Ellen G. White (1827–1915) war Mitbegründerin der Kirche der Siebenten-Tags-Adventisten und gilt in dieser als „Bote“ bzw. „Botin“.
Ihre zahlreichen Schriften prägen die Freikirche bis heute. Die Kirche glaubt, dass sie ein fortwirkender, bevollmächtigter Ausdruck der Wahrheit sind und zu Trost, Führung, Unterweisung und Zurechtweisung taugen. Die Kirche betont, dass ihre Lehre nicht auf Ellen White zurückgeht; Ellen White habe die Lehren der Adventisten nachträglich (zum Teil durch Visionen) bestätigt und ihnen damit innerhalb der Gemeinschaft Geltung verschafft. Sie betont weiterhin, dass die Schriften von Ellen White nicht gleichwertig mit der Bibel seien.
Ellen White wies auch selbst darauf hin, dass man ihre Schriften nicht über oder gleichrangig neben die Bibel stellen solle, da ihre Botschaften nichts Neues brächten, sondern nur auf vergessene oder zu wenig berücksichtigte Bibelstellen hinwiesen. Ihre Schriften heben hervor, dass die Bibel der Maßstab ist, an dem alle Lehre und Erfahrung geprüft werden muss.
Die Rolle von Ellen White wurde von Anfang an kontrovers beurteilt und in der Geschichte der Freikirche immer wieder diskutiert.

### Bedeutung der Bibel
Adventisten sehen die Bibel als verbindliches Wort Gottes und höchste religiöse Autorität, wobei nur die in den protestantischen Kirchen gezählten 66 Bücher des Alten und Neuen Testamentes (ohne Apokryphen) als kanonisch angesehen werden.
Adventisten zeichnen sich in der Regel durch ein gutes Bibelwissen aus. Eine wichtige Rolle spielt dabei das wöchentliche Bibelgespräch, welches Bestandteil des adventistischen Sabbat-Gottesdienstes ist. Dabei wird quartalsweise anhand eines von der Generalkonferenz herausgegebenen Studienhefts ein biblisches Buch oder Thema in Gruppen besprochen. Ebenfalls gibt es in manchen Gemeinden die Möglichkeit, aktuelle Themen aus dem Weltgeschehen sowie eigene biblische Themen zu diskutieren und anhand der Bibel zu beleuchten.
In der adventistischen Bibelauslegung wird den apokalyptischen Büchern Daniel und Offenbarung besondere Aufmerksamkeit gewidmet. Die evangelikale Grundhaltung der Kirche hat auch Auswirkungen auf die Bibelauslegung; so werden beispielsweise die historisch-kritische Exegese und die Evolutionstheorie abgelehnt.

## Gottesdienst und Praxis

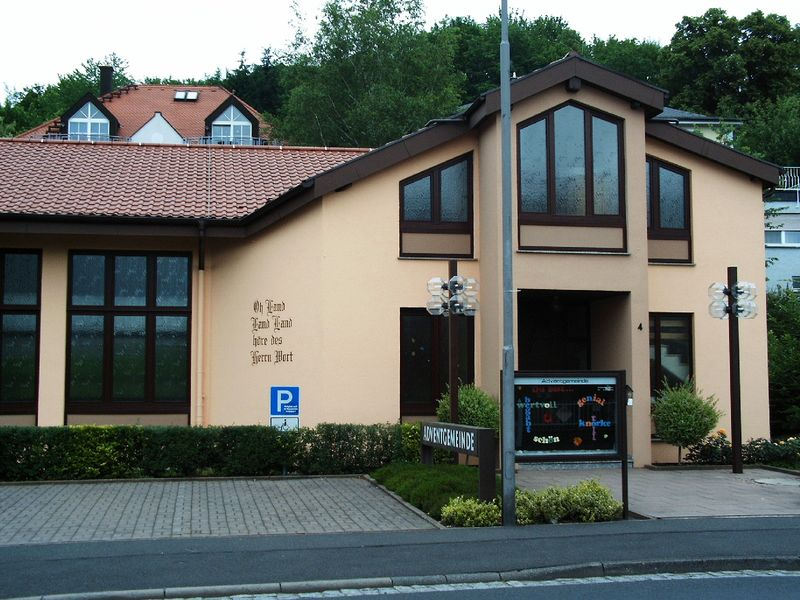
Adventhaus in Gelnhausen

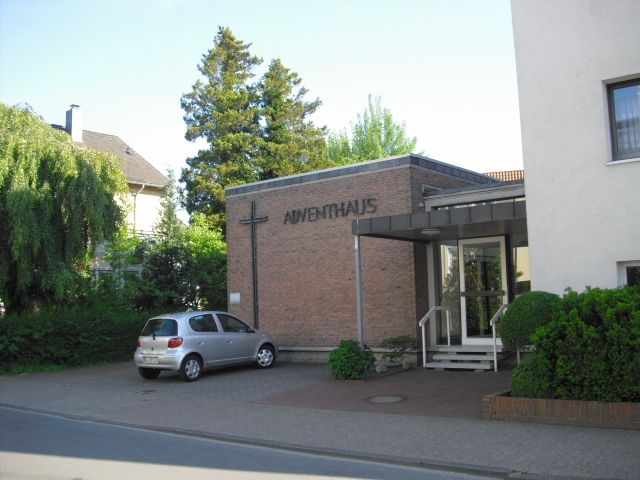
Adventhaus in Oldenburg (Oldb.)

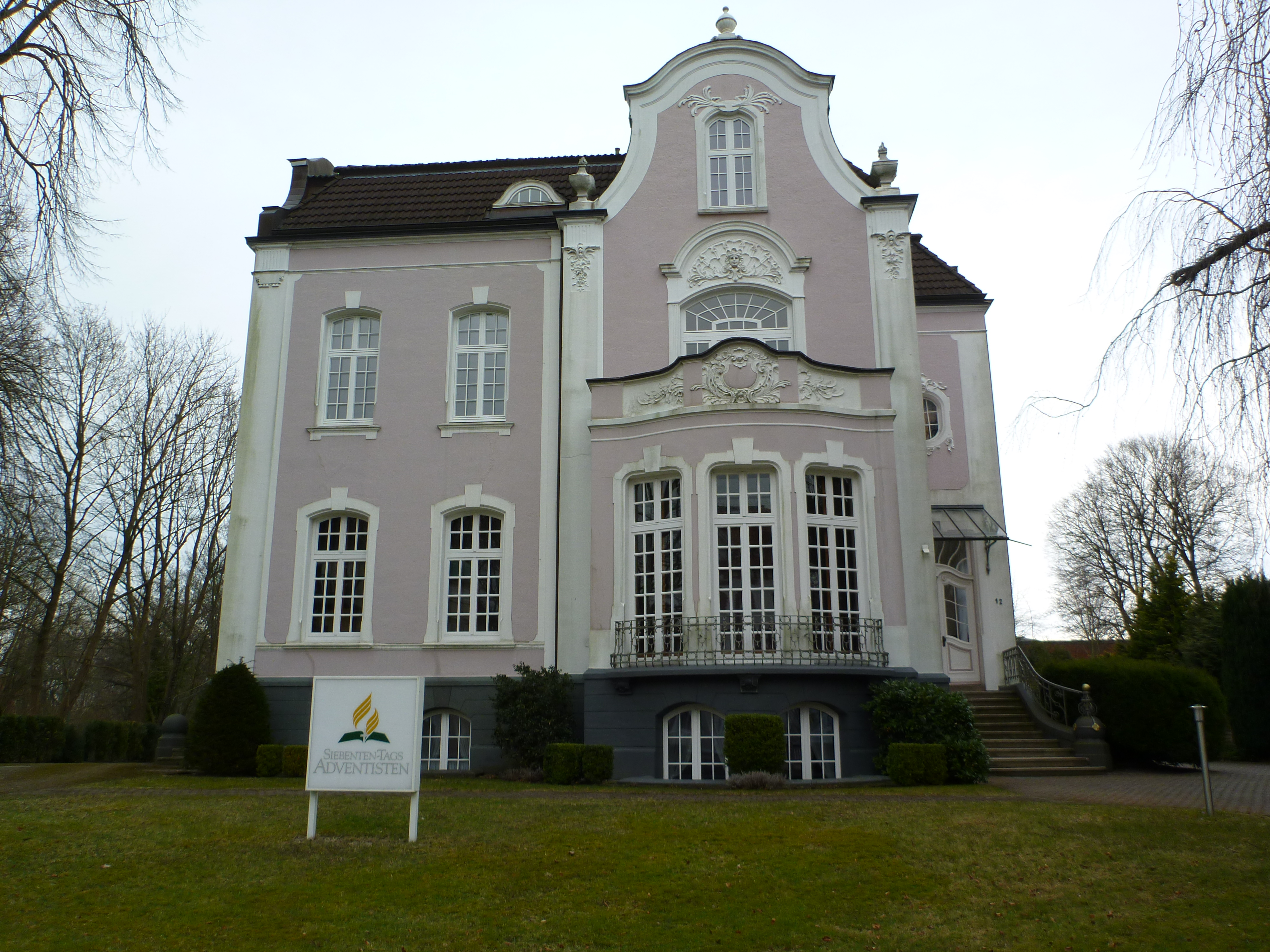
Adventhaus in Neumünster

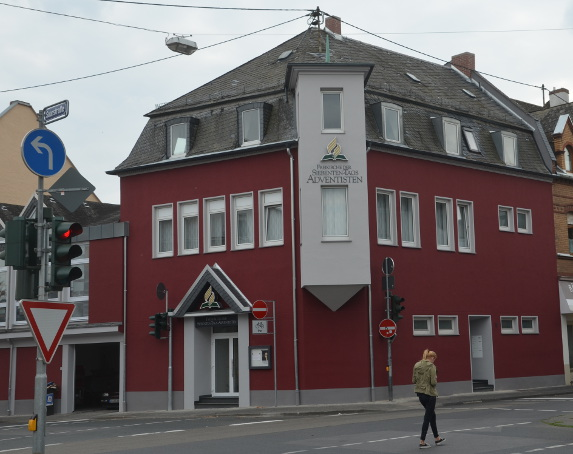
Adventhaus in Wiesbaden-Schierstein

Adventistische Gottesdienste sind länger als der klassische evangelische Gottesdienst. Sie dauern etwa zwei Stunden:
- Der erste Teil ist die sogenannte „Bibelschule“ (auch Sabbatschule) und dauert ca. eine Stunde. Dabei diskutieren Jugendliche und Erwachsene in Gruppen über die Bibel, für die Kinder gibt es ein separates Programm. Das Bibelgespräch wird durch ein Studienheft zur Bibel unterstützt, das von der Weltkirchenleitung herausgegeben wird. Dieses Heft ist so aufgebaut, dass man sich jeden Tag mit einem Teil eines Themas in der Bibel (Buch oder Themengebiete mit Bibelstellen) zu Hause beschäftigen kann. Am Sabbat (Samstag) wird dann in der Gemeinde darüber gesprochen.
- Der zweite Teil des Gottesdienstes mit Predigt und Gesang dauert in etwa noch einmal eine Stunde. Entsprechend der presbyterianischen Tradition sind die Gottesdienste liturgisch sehr schlicht, die Predigt steht im Mittelpunkt. Die Predigttexte werden vom Pastor oder Ältesten frei gewählt. Das Kirchenjahr spielt keine Rolle. Erntedank, Weihnachten und Ostern werden jedoch seit einiger Zeit in vielen Adventgemeinden gefeiert, Gottesdienste am Ostersonntag in der Regel nicht. In der Gestaltung der Gottesdienste sind die Gemeinden weitgehend frei.

Abendmahlsgottesdienste werden in reformierter Tradition vierteljährlich gefeiert. Sie beginnen mit der Fußwaschung (Joh 13,1–17 ). Das Abendmahl wird als offene Kommunion gefeiert, alle gläubigen Christen sind dazu eingeladen. Beim Abendmahl werden ungesäuertes Brot und unvergorener Traubensaft verwendet, Reste sollen nach dem Gottesdienst „in angemessener Weise“ entsorgt werden. „Sie werden nicht in den alltäglichen Gebrauch zurückgenommen.“ Brot und Traubensaft werden durch die Reihen gegeben, in der Regel werden Einzelkelche angeboten. Voraussetzung für den Empfang des Abendmahls sind Einkehr und Buße. Dabei gibt es keine feste Beichtliturgie. Die Leitung darf nur durch ordinierte Pastoren und Älteste erfolgen, Diakone dürfen assistieren.
Die ehemaligen Gesangbücher der Siebenten-Tags-Adventisten in Deutschland waren Wir loben Gott mit alten und traditionellen Kirchenliedern, Leben aus der Quelle mit neuerer Lobpreis-Musik. Bis in die 1980er-Jahre hinein wurde das Buch Zionslieder verwendet. Im Jahr 2016 wurde ein neues Liederbuch „Glauben Hoffen Singen“ eingeführt, welches die Liederbücher „Wir loben Gott“ und „Leben aus der Quelle“ vereint. Außerdem wurden weitere Lieder aus anderen Liederbüchern hinzugefügt. Es wurden aber auch Lieder entfernt.
In Europa sind die meisten Adventhäuser eher schlicht eingerichtet. Die typische Kirche gibt es selten. In Deutschland existieren davon nur drei, die anderen Gemeinden haben meist schlichte Gemeindehäuser oder Räumlichkeiten.

## Organisation

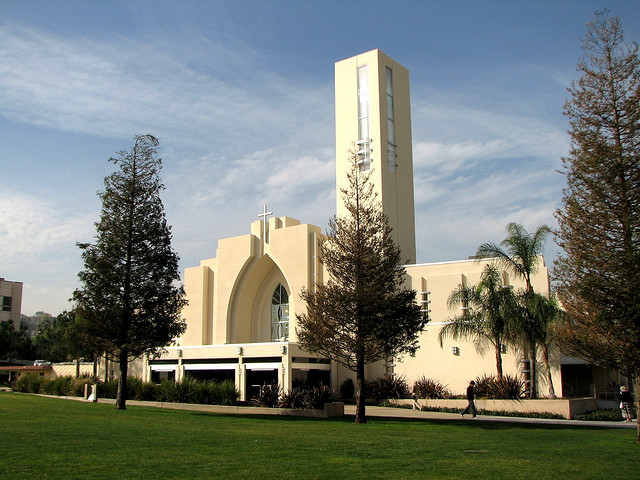
Kirche der Siebenten-Tags-Adventisten der Loma Linda University in Loma Linda, Kalifornien

Organisatorisch bestehen große Parallelen zu methodistischen Kirchen, aus denen viele Gründungsmitglieder der STA stammten. Die Kirche ist presbyterianisch-synodal als Weltkirche organisiert. Sitz der Weltkirchenleitung, ebenfalls Generalkonferenz genannt, ist Silver Spring in Maryland (USA). Die Generalkonferenz ist ein parlamentarisch gewähltes Gremium, dem ein Präsident – zurzeit (2014) Ted Wilson – vorsteht. Als Kirchenleitung ist sie für die Einheit im Glauben, Lehrfragen und Weltmission zuständig.

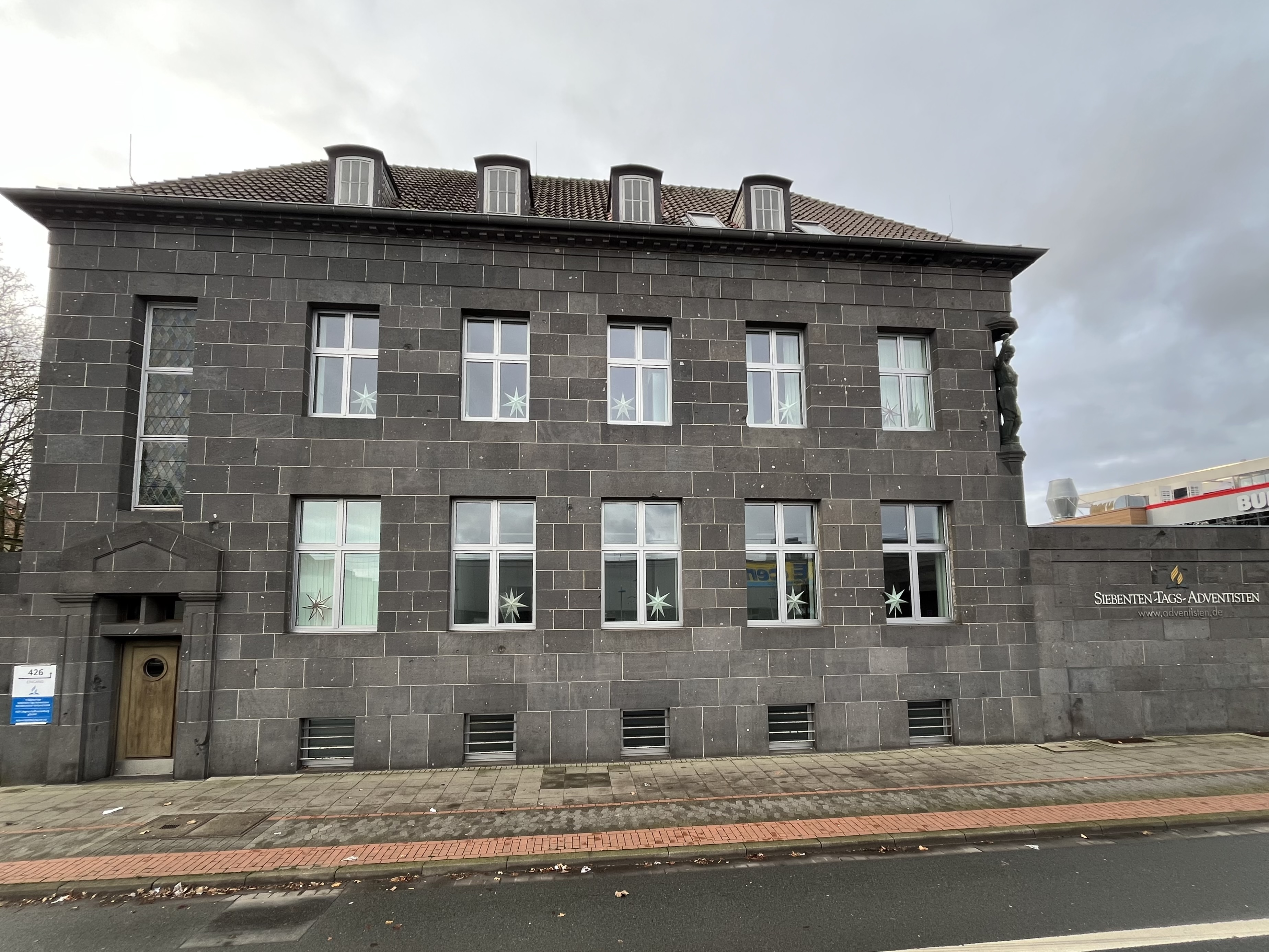
Verwaltungssitz der Freikirche (alias: Gemeinschaft) der STA, Norddeutscher Verband, Hannover

Als Generalkonferenz („General Conference Session“) wird zugleich auch die alle fünf Jahre stattfindende Vollversammlung der Kirche bezeichnet. Hier finden sich aus allen Ländern gewählte Delegierte zusammen, um wichtige Beschlüsse zu fassen, ein neues Präsidium zu wählen, aber auch um gemeinsam mit ihren Glaubensfreunden aus aller Welt Gottesdienste zu feiern. Die Generalkonferenz dauert jeweils eine Woche, ist für alle Interessierten offen und findet an wechselnden Orten statt. Im Jahr 2000 fand sie in Toronto, Kanada statt, 2005 in St. Louis, Missouri (USA), 2010 in Atlanta, Georgia (USA), 2015 in San Antonio, Texas (USA). Die Weltfelder (Divisionen) sind Teil der Generalkonferenz. Davon bestehen zurzeit 13, Deutschland ist Teil der „Inter-European-Division“ (vormals: Euro-Afrika Division) mit Sitz in Bern, Schweiz. Zu dieser Division gehören die meisten Länder Mitteleuropas, Nordafrika, die Türkei, Rumänien und Bulgarien.

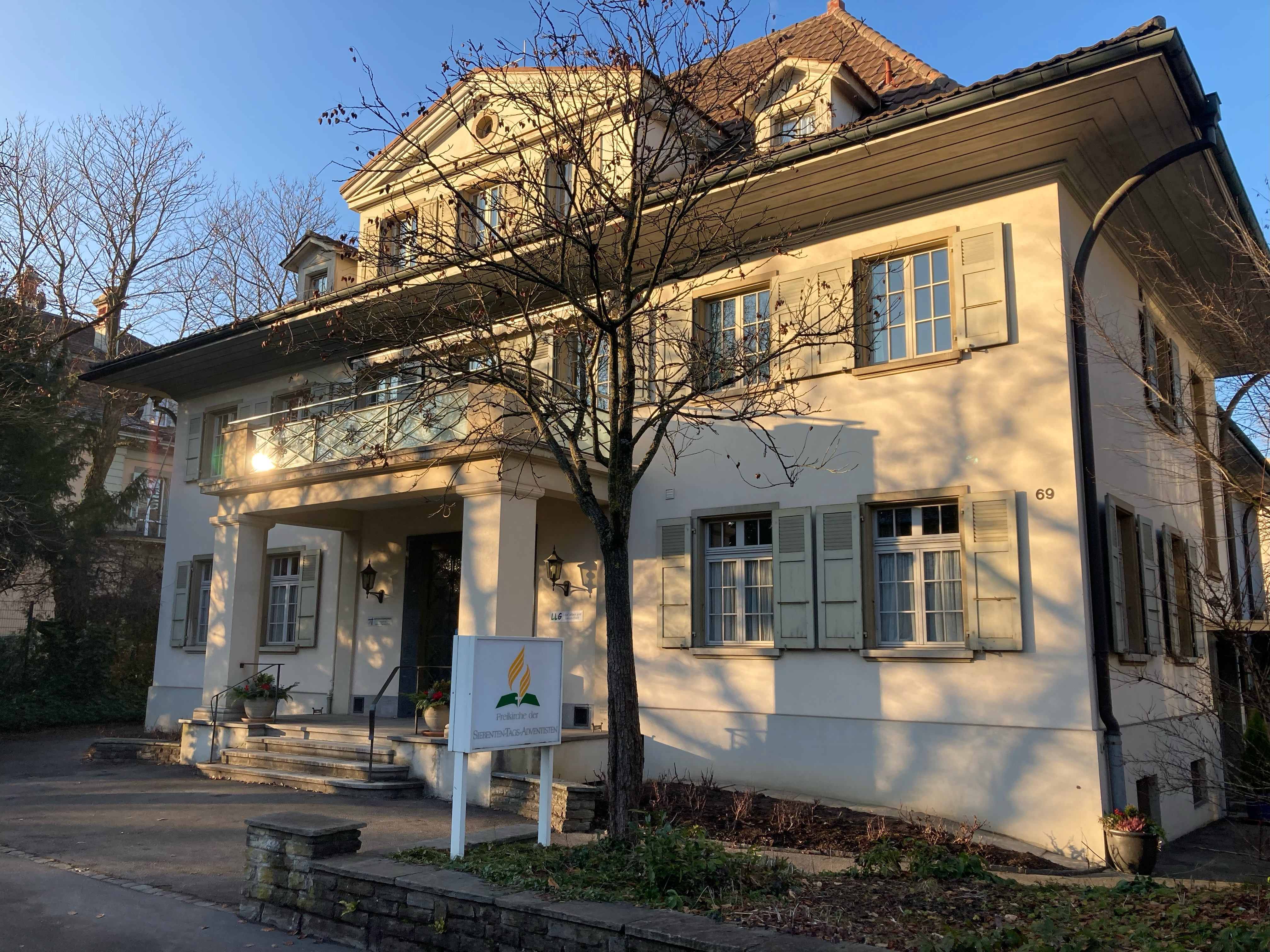
Adventhaus in Bern, Kirchenfeld

In der nächsten Organisationsebene folgen die Verbände oder Unionen, die häufig einen Staat umfassen. In Deutschland gibt es zwei Verbände, den Norddeutschen Verband mit Sitz in Hannover und den Süddeutschen Verband mit Sitz in Ostfildern. Vereinigungsversuche beider Verbände waren bislang nicht erfolgreich; es bestehen unterschiedliche theologische Akzente. Der Norddeutsche Verband gilt als liberaler und progressiver, der Süddeutsche als konservativer und traditioneller.

Die Verbände unterteilen sich in Deutschland in Vereinigungen, die ein Bundesland, aber auch mehrere Bundesländer umfassen. In den Vereinigungen erfolgt die eigentliche Gemeindearbeit; sie sind die Arbeitgeber der Pastoren und Besitzer der Gemeindehäuser (Kirchen).

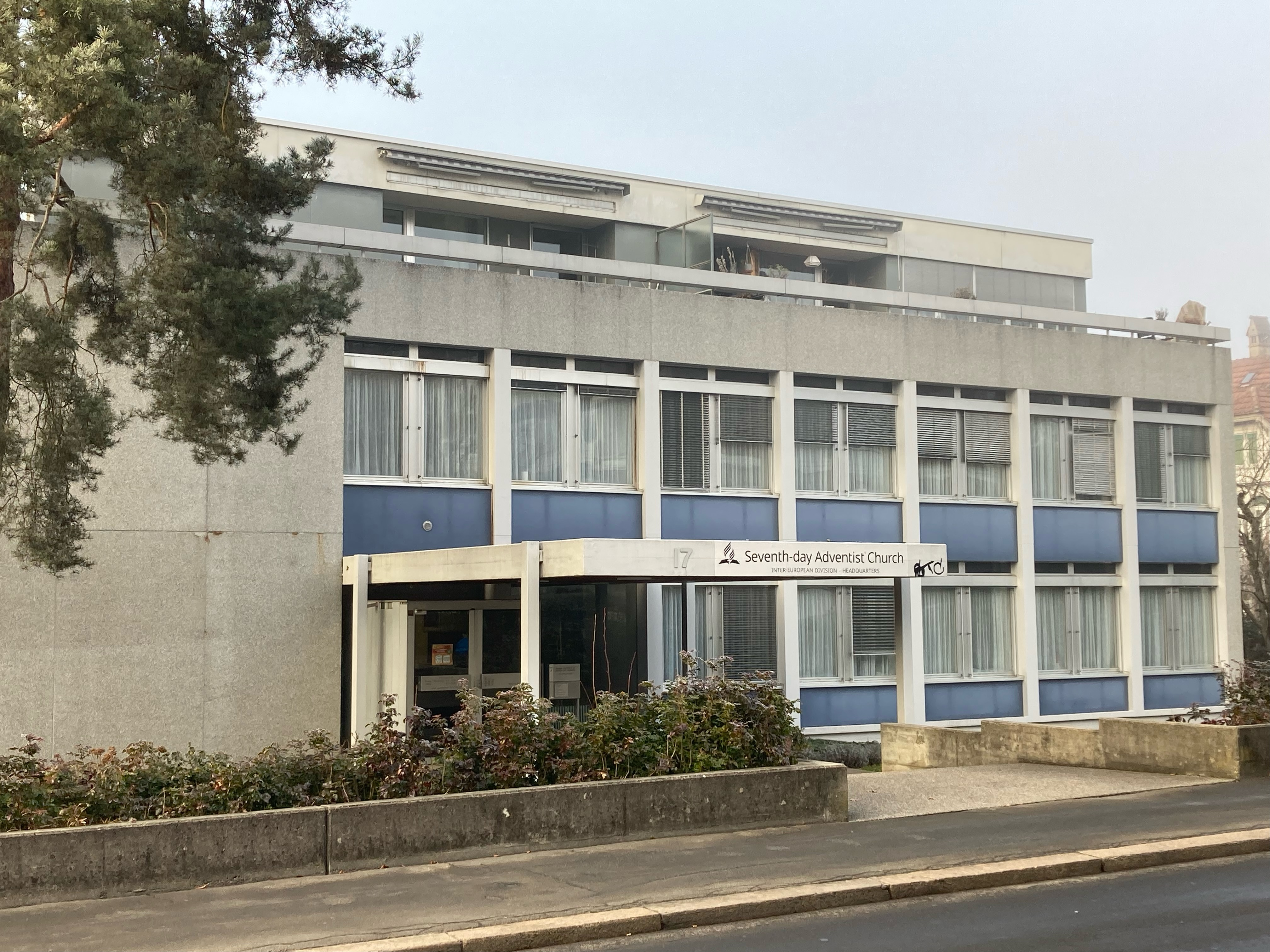
Inter-European-Division, Bern, Schosshalde/Obstberg

Die Ortsgemeinde (wird in Deutschland in der Regel Adventgemeinde genannt) ist die kleinste organisatorische Einheit. Sie wird von ordinierten Gemeindeleitern und von einem gewählten Gemeindeausschuss geleitet, dem immer auch der zuständige Pastor angehört. Pastoren können auch für mehrere Ortsgemeinden zuständig sein. Große Ortsgemeinden haben oft mehrere Pastoren. Die Größe der Ortsgemeinden bewegt sich zwischen 20 und 500 Mitgliedern (ohne Kinder, noch nicht getaufte Jugendliche und Gäste), im statistischen Mittel bei etwa 60 Mitgliedern je Ortsgemeinde.
Alle Dienste werden demokratisch bzw. (kirchen-)parlamentarisch gewählt. Die Kirche hat sich mit dem von der Weltkirchenleitung veröffentlichten Gemeindehandbuch (engl. Church Manual) eine Verfassung gegeben, in der Organisation und Wahlen, die einzelnen Dienste (Älteste, Bibelgesprächsleiter, Diakone, Pastor etc.) ebenso wie Fragen der Mitgliedschaft (Taufe, Aufnahme, Austritt, Ausschluss, Umzug) und der Lehre geregelt sind.
In Deutschland ist die STA mit 35 anderen, bundesweiten Verbänden Mitglied im Bundesverband Kulturarbeit in der evangelischen Jugend e. V. (bka). Die Verbände sichern in ihrer Breite und mit Hilfe ihrer fachlichen Kompetenz die Vielfalt und Qualität der Jugendkulturarbeit im Bundesverband Kulturarbeit in der evangelischen Jugend e. V. und können nicht zuletzt durch den Verbund im bka e. V. bundesweit wirksam werden.

## Geschichte

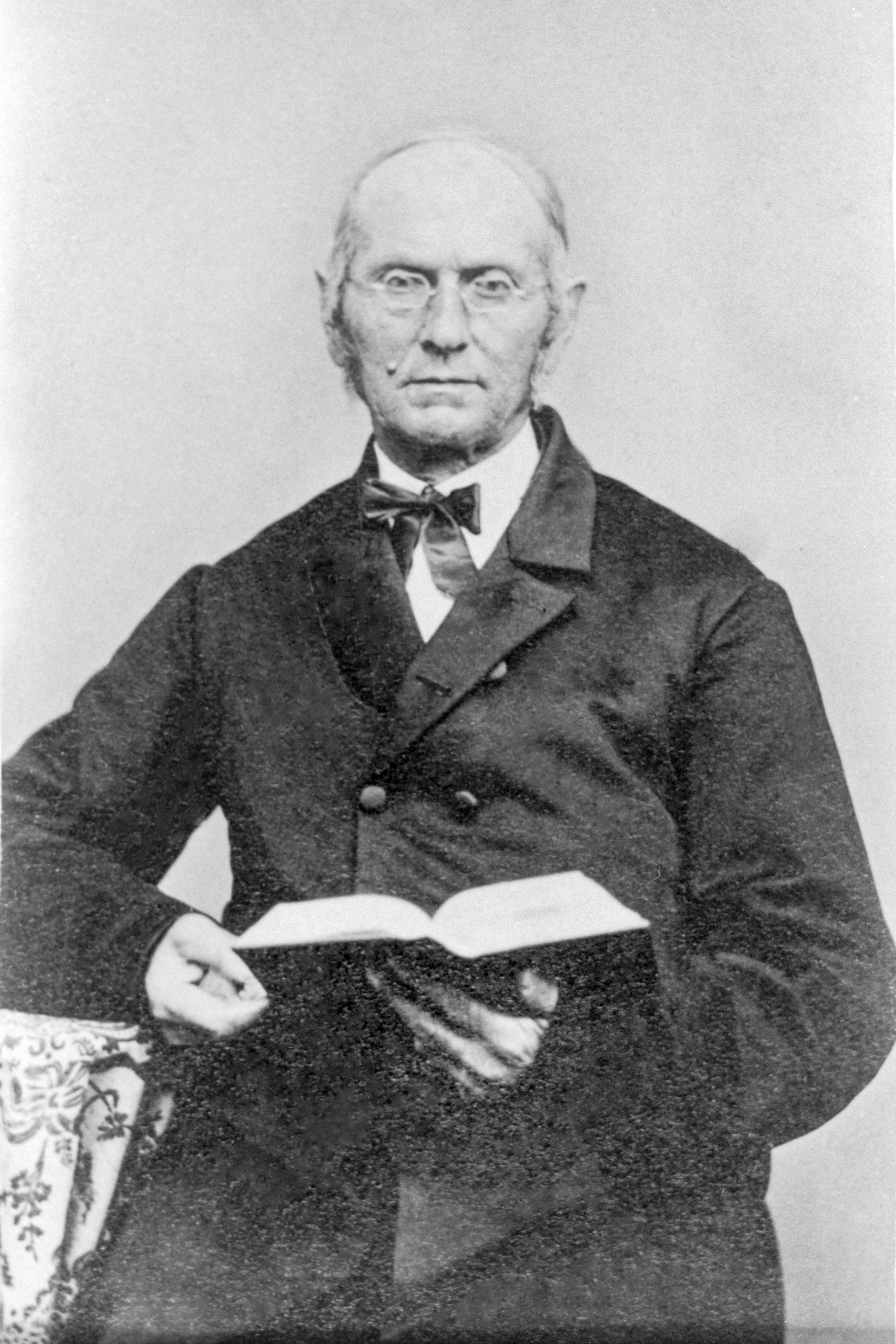
Joseph Bates

Im 19. Jahrhundert gab es in Europa und in den Vereinigten Staaten verschiedene religiöse Bewegungen. Christen auf unterschiedlichen Kontinenten berechneten unabhängig voneinander Daten, an denen Jesus Christus wiederkommen würde (so beispielsweise der württembergische Prälat Albrecht Bengel das Jahr 1836 und in den USA der Baptisten-Pastor William Miller das Jahr 1844, siehe Millerbewegung). Aus dem Zusammenbruch der Millerbewegung entwickelten sich christliche Gruppierungen, die die Bibel intensiv zu studieren begannen. Teile dieser Gruppierungen schlossen sich am 21. Mai 1863 in Battle Creek (Michigan) zur Gemeinschaft bzw. später Kirche der Siebenten-Tags-Adventisten zusammen.
Joseph Bates gilt als Mitbegründer der Siebenten-Tags-Adventisten. Er brachte den Sabbat-Gedanken in die Bewegung, den er von den Siebenten-Tags-Baptisten übernahm.
Hiram Edson (1806–1882) war eine weitere wichtige Persönlichkeit in der Entstehungsphase der Adventisten. Er kam zu dem Schluss, dass das von Miller errechnete Datum richtig, aber dessen Interpretation falsch sei und dass Jesus vielmehr im Jahre 1844 im Himmel ins Allerheiligste eingetreten sei, um dort Gericht zu halten über die bisher Verstorbenen. Außerdem kam er durch das Bibelstudium zur Erkenntnis, dass niemand den Tag der Wiederkunft Christi kennt bzw. ihn ausrechnen kann (Mt 24,36 ).

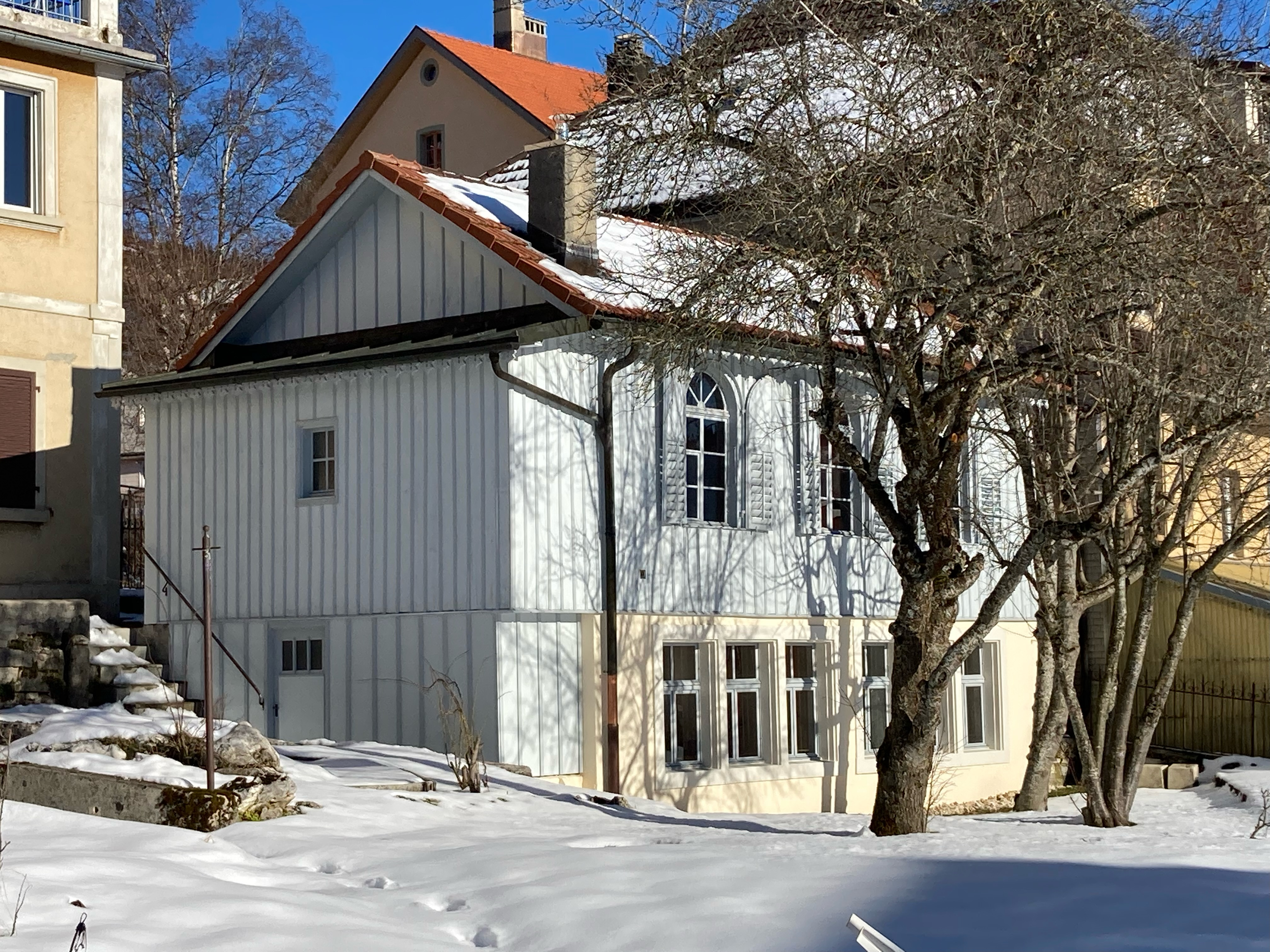
Erste Kapelle der Siebenten-Tags-Adventisten ausserhalb Nordamerikas in Tramelan, Kanton Bern, Schweiz

Für die Geschichte der Glaubensgemeinschaft in Europa hat die Schweiz besondere Bedeutung: In Tramelan, Kanton Bern, entstand die erste Kapelle außerhalb Nordamerikas. Sie wurde am 25. Dezember 1886 von Ellen G. White eingeweiht, nachdem dort eine Gemeinde von Michael Belina Czechowski gegründet worden war.

### Weltweite Mission

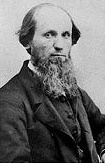
Michael Belina Czechowski, erster Advent-Missionar

Die Adventisten betreiben – inzwischen weltweit – Missionstätigkeit, denn im Grundsatzprogramm der Freikirche der Siebenten-Tags-Adventisten heißt es, dass das Evangelium allen Menschen gebracht werden müsse.
Folglich haben Adventisten-Gemeinden in einigen Ländern schon eine längere Tradition, während in vielen anderen erst in den letzten Jahren Gemeinden gegründet wurden.
Die erste adventistische Mission außerhalb der USA begann um 1865 in Italien und der Schweiz. Der Prediger Michael Belina Czechowski missionierte die dortigen Gemeinden. Allerdings stand er nicht mehr in Kontakt zu der Leitung in den USA, sodass diese Gruppen keine offiziellen Glieder der Kirche wurden.
Die durch die Missionstätigkeit angeregte Adventbewegung wurde in den USA hauptsächlich von ehemaligen Mitgliedern der Baptisten und Methodisten gegründet. In Deutschland spielte auch der Pietismus eine große Rolle bei der Mission. In Rumänien waren die ersten Anhänger der Freikirche deutschstämmige Sabbatianer. In Russland rekrutierten sich Adventisten aus der judaisierten Bewegung der Subbotniki, den Russlandmennoniten und den schwäbischen Radikalpietisten.
Die wichtigsten adventistischen Missionare waren:
- John Nevins Andrews (Deutschland, Schweiz)
- Ludwig Richard Conradi (Deutschland, Russland)
- Jakob Erzberger (Deutschland)
- Michael Belina Czechowski (Italien, Rumänien, Schweiz)
- Ernst Kotz, Reinhard Engel (Deutsch-Ostafrika)
- Jakob Reimer (Russland, Sibirien)
- Vladimir Schelkov (Russland, Sibirien)

Bis Anfang der 1970er Jahre hatten die Siebenten-Tags-Adventisten mehr als 2000 Missionsstationen in Übersee aufgebaut.
Heutzutage entstammen durch Mission gewonnene neue Gemeindeglieder verschiedensten Religionen und Konfessionen. Die Mission setzt auch auf Medien wie Radio und Fernsehen, z. B. Hope Channel.
Die Zahl der Adventisten nahm in den letzten Jahren enorm zu. Zuwachs findet hauptsächlich in Südamerika und Afrika statt, während das Gemeindewachstum in Europa und den USA eher stagniert oder rückläufig ist.
In Staaten, die keine Religionsfreiheit zulassen, gehören Siebenten-Tags-Adventisten zur Gruppe verfolgter Christen. Der Adventismus seinerseits will tolerant gegenüber anderen Religionen und Andersgläubigen sein.

### Adventisten in Deutschland
| Basisdaten der Freikirche der Siebenten-Tags-Adventisten in Deutschland | Basisdaten der Freikirche der Siebenten-Tags-Adventisten in Deutschland                       |
| ----------------------------------------------------------------------- | --------------------------------------------------------------------------------------------- |
|                                                                         |                                                                                               |
| Offizieller Name:                                                       | Freikirche der Siebenten-Tags-Adventisten in Deutschland Körperschaft des öffentlichen Rechts |
| Gastmitgliedschaft:                                                     | in VEF und ACK                                                                                |
| Hochschule:                                                             | Theologische Hochschule Friedensau                                                            |
| Offizielle Website:                                                     | www.adventisten.de                                                                            |

| Die Freikirche der Siebenten-Tags-Adventisten in Deutschland in Zahlen | Die Freikirche der Siebenten-Tags-Adventisten in Deutschland in Zahlen |
| ---------------------------------------------------------------------- | ---------------------------------------------------------------------- |
| Verbände:                                                              | 2                                                                      |
| Örtliche Gemeinden:                                                    | 559                                                                    |
| Gemeindemitglieder: a                                                  | 34.948                                                                 |
| Krankenhäuser:                                                         | 1                                                                      |
| Kliniken und Beratungsstellen für Suchtkranke und -gefährdete:         | 3                                                                      |
| Hospiz:                                                                | 3                                                                      |
| Seniorenheime:                                                         | 5                                                                      |
| Behindertenheim:                                                       | 1                                                                      |
| Schulzentrum mit Gymnasium, Kolleg und Realschule:                     | 1                                                                      |
| Grundschulen:                                                          | 8                                                                      |
| Kindergärten:                                                          | 15                                                                     |
| Medienzentrum:                                                         | 1                                                                      |
| Verlage:                                                               | 2                                                                      |
| Psychosoziale Beratungsstellen:                                        | 8                                                                      |
| Suppenküchen / Tafeln:                                                 | 6                                                                      |
| Selbsthilfe- und Abstinenzgruppen:                                     | 37                                                                     |
| Übernachtungshaus für Frauen:                                          | 1                                                                      |

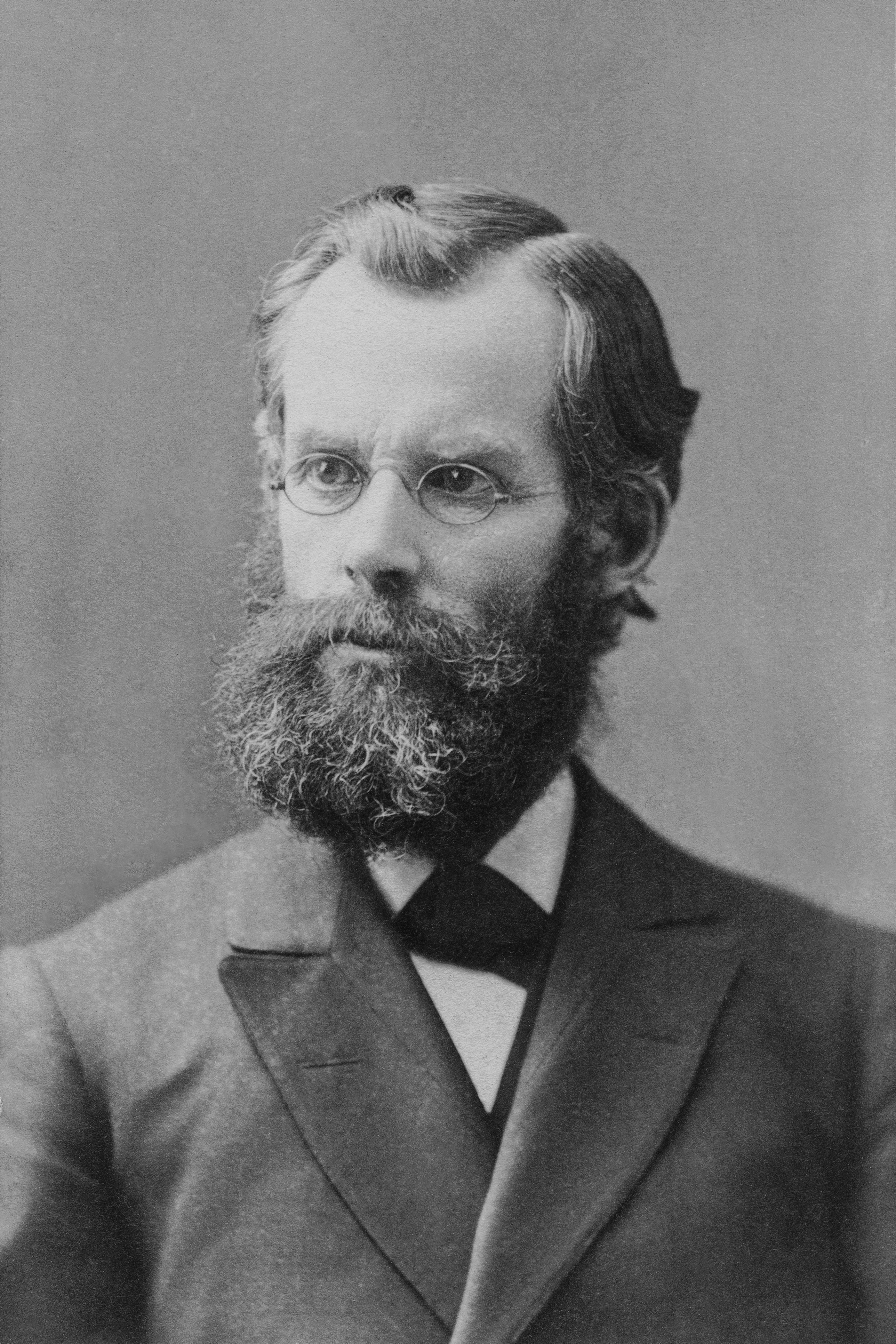
John Nevins Andrews

Nachdem sich die Adventgemeinden in den USA etabliert hatten, wurden seit 1874 Missionare nach Deutschland und der Schweiz ausgesandt. John Nevins Andrews begann damit, die Adventbotschaft auch hier zu verbreiten. Ein wichtiger Grundstein für die Gemeindegründungen in Deutschland waren die um die Mitte des 19. Jahrhunderts im Bergischen Land entstandenen autochthonen und pietistischen Gemeinschaften. Johann Heinrich Lindermann (1806–1892) gründete im Dezember 1852 unter den Erweckten die Getaufte Christen-Gemeinde. Spätestens seit 1867 kam diese Gemeinschaft zu der Erkenntnis, den Sabbat als den biblischen Ruhetag anzunehmen. Um 1875 gab es in Vohwinkel, Solingen und Mönchengladbach Anhänger dieser Gruppe. Im August 1875 hielt der Missionar Jakob Erzberger in einer Hotelhalle in Solingen erste Bibelstunden ab, an denen mehrere hundert Menschen teilnahmen. Zwar schloss sich Lindermann der Adventbewegung nicht durch Taufe an, dennoch ließen sich viele seiner Anhänger adventistisch taufen. Die erste Taufe fand am 8. Januar 1876 durch den Missionar Jakob Erzberger zwischen Solingen und Vohwinkel statt. In Solingen blieb auch die Adventkapelle von 1912 bis heute erhalten.
In Württemberg konnten die adventistischen Missionare ebenso an autochthone und pietistische Gemeinschaften anknüpfen. Ähnliches geschah in der weiteren Entwicklung in Ostpreußen, wo nach dem Tod des Gründers Julius Stangnowski viele Mitglieder seiner autochthonen sabbatarischen Apostolisch-Christlichen Gemeinde zu den Siebenten-Tags-Adventisten übergingen.
1889 wurde in Hamburg ein Missionszentrum von Ludwig Richard Conradi gegründet. Von hier aus sollte die Botschaft auch nach Afrika, Asien und Südamerika verbreitet werden. In den Jahren darauf gründeten die Adventisten einen Verlag und die Theologische Hochschule Friedensau. Dort wurde 1905 das Gotteshaus fertiggestellt. 1920 gründeten sie in Berlin das bis heute von der Freikirche getragene Krankenhaus Waldfriede.
Im Jahr 1921 wurde das Missionsseminar Neandertal (Kreis Mettmann) und 1926 das Seminar und Schulzentrum Marienhöhe (Darmstadt) gegründet.
Während des Ersten Weltkrieges forderte die Leitung der Gemeinschaft in Deutschland ihre Mitglieder bereits wenige Tage nach Kriegsbeginn zum Kriegsdienst auf. Die Mitglieder der Gemeinschaft, welche den Militärdienst ablehnten (ca. 2000–3000), wurden ausgeschlossen und offiziell als „unnüchterne Elemente und Betrüger“ bezeichnet. Diese Ausgeschlossenen formierten sich nach den Wirren des Ersten Weltkrieges zu den sogenannten Reformadventisten. 2014, 100 Jahre nach Beginn des Ersten Weltkriegs, wurde ein von Holger Teubert erstelltes Schreiben den Ausschüssen des Süd- und Norddeutschen Verbandes zur Abstimmung vorgelegt und in der Gemeindezeitschrift Adventisten heute (Mai 2014) unter dem Titel Schuld und Versagen veröffentlicht.
In der Zeit des Nationalsozialismus konnte die Freikirche der Siebenten-Tags-Adventisten weiterhin bestehen, allerdings mit gewissen Einschränkungen. Mancherorts wurden die Adventisten stark diskriminiert und ihre Gotteshäuser wurden kurzzeitig geschlossen, konnten jedoch bald wiedereröffnet werden, weil die Adventisten durch ihr Wohlfahrtswerk Ansehen genossen, so etwa in Kassel. Daniel Heinz von der kircheneigenen staatlich anerkannten Theologischen Hochschule in Friedensau beschreibt die Haltung der Adventisten im Dritten Reich mit „Anpassen, Wegschauen und Schweigen“. Adolf Hitler wurde in eigenen Publikationen als von Gott gesandt bezeichnet: „In stiller Anbetung danken wir Gott, der in weiser Vorsehung unserem Volke den Führer gab.“ Es gab unter den Adventisten auch Opfer des Holocausts, da ein Teil der Mitglieder jüdischer Herkunft war. Später, als die Situation sich verschärft hatte, wurden alle Juden oder mit Juden verheiratete Adventisten von der Gemeinschaft ausgeschlossen. Ein bekanntes Beispiel hierfür ist die aus Galizien stammende Frieda Nagelberg. Erst 60 Jahre nach dem Ende des Zweiten Weltkriegs konnte sich die Leitung der Freikirche Siebenten-Tags-Adventisten zu einem offiziellen Schuldbekenntnis ihres Verhaltens im Dritten Reich durchringen.
Jedoch gab es unter den Adventisten auch „Judenretter“; so hatte zum Beispiel der ungarische Prediger Laszlo Michnay 60 Juden versteckt und gerettet. Auch der Niederländer Johan Hendrik Weidner hat mit einer Untergrundorganisation Juden, abgeschossene alliierte Flieger und politisch Verfolgte in die sichere Schweiz oder nach Spanien geleitet.
Er gründete 1942 eine der wichtigsten und erfolgreichsten Untergrundorganisationen Dutch-Paris zur Rettung von Juden vor dem Holocaust. Etwa 300 Personen gehörten zu seiner Organisation. Über 150 Mitarbeiter wurden nach und nach festgenommen, 40 davon starben an den Folgen der Haft oder wurden getötet, darunter auch seine Schwester Gabrielle Weidner. Er selbst wurde einer der meistgesuchten Untergrundführer Frankreichs. Auf Weidners Festnahme setzte die Gestapo eine Belohnung in Höhe von fünf Millionen französischen Francs aus.
In der Nachkriegszeit entstand der Rundfunksender Stimme der Hoffnung (gehört dem Adventist World Radio an), der heute als Hope TV formiert. 1984 wurde der Adventistische Pressedienst, kurz APD Deutschland, gegründet, mit einer Zentralredaktion in Ostfildern.
Die Beziehungen zum Staat in der DDR waren zunächst distanziert, entwickelten sich daraus jedoch zu einem zunehmenden Arrangement und zur Zusammenarbeit mit den staatlichen Behörden, speziell auch dem Staatssekretariat für Kirchenfragen. Während die Adventisten zu dieser Zeit zwar ökumenisch aktiv waren, beispielsweise in der Arbeitsgemeinschaft Christlicher Kirchen in der DDR, verliefen diese Bestrebungen im Vergleich mit den übrigen Freikirchen eher verhalten.
Seit der Wende im Jahre 1989 kamen auch verstärkt russlanddeutsche Adventisten aus der Sowjetunion nach Deutschland. Ihre Zahl beträgt ca. 8000. Neben den deutschen Gemeinden existieren heute auch einige ausländische Gemeinden, zumeist rumänische, ghanaische und südslawische.

### Interkonfessioneller Dialog
Insgesamt beteiligt sich die Glaubensgemeinschaft weltweit und auch in Deutschland kaum an der ökumenischen Bewegung. Von der historisch stark ablehnenden Haltung zur Ökumene wird aber mehr und mehr Abstand genommen. So nehmen die Siebenten-Tags-Adventisten als Beobachter an den Versammlungen des Ökumenischen Rates der Kirchen teil und sind Gastmitglied in der Arbeitsgemeinschaft Christlicher Kirchen und der Vereinigung Evangelischer Freikirchen in Deutschland. Einzelne Ortsgemeinden sind auf lokaler Ebene Mitglied der Evangelischen Allianz. In Gesprächen mit dem Lutherischen Weltbund (LWB) haben beide Seiten fundamentale Gemeinsamkeiten festgestellt. Die Übereinstimmungen zwischen den zwei Kirchen wurden vom Deutschen Nationalkomitee des Lutherischen Weltbundes lediglich mit deutlichen Einschränkungen anerkannt.
Eine Zusammenfassung der informellen theologischen Gespräche zwischen dem Ökumenischen Rat der Kirchen (ÖRK) und der Kirche der Siebenten-Tags-Adventisten von 1965 bis 1969 und 1970 bis 1971 enthält die 1973 erschienene Schrift So much in common, die vom ÖRK herausgegeben wurde. Der ÖRK betrachtet die Adventisten als „weltweite (christliche) Kirche“.

## Kontroversen
Negativ kritisiert wird die Kirche der STA sowohl von ehemaligen STA-Mitgliedern als auch von Vertretern anderer Kirchen. Diese Kritik wendet sich meist gegen adventistische Sonderlehren.
Aufgrund einer Anfrage der Südbayerischen Vereinigung der Gemeinschaft der Siebenten-Tags-Adventisten (2004) ordnete das Konfessionskundliche Institut des Evangelischen Bundes die Kirche den evangelischen Freikirchen zu, wobei das Gutachten von Walter Fleischmann-Bisten unterzeichnet wurde. Dazu kommen auch die verschiedenen Stellungnahmen namhafter Gelehrter, wie die der Universitätsprofessoren Erich Geldbach (Bochum), Reinhard Frieling (Marburg) und Helmut Obst (Halle-Wittenberg).
Ellen White
Von nichtadventistischer Seite wird der adventistische Umgang mit der Bibel als problematisch angesehen, sofern er von den Schriften Ellen Whites ausgeht und von ihrer Rolle als Prophetin bzw. als Trägerin des „Geistes der Weissagung/Zeugnis Jesu“ (Offb 12,17 ; 19,10 ). Das protestantische Sola scriptura wird den STA von Seiten der evangelischen Kirche daher nicht völlig zugestanden (vgl. z. B. Rüdiger Hauth, Adventisten oder Stellungnahme des DNK/LWB). Die STA betonen ihrerseits jedoch, dass durch Ellen White keine neuen Lehren entstanden.
Manche Gläubige wie auch adventistische Theologen wie Desmond Ford und Walter Rea reagierten mit Enttäuschung und Plagiatsvorwürfen auf die Entdeckung, dass Ellen White für einige ihrer Texte aus existierenden Quellen geschöpft oder die Texte anderer übernommen hatte, während sie sich als Prophetin dargestellt habe, die ihre Quellen allein aus göttlicher Offenbarung erhalte.
Vonseiten ehemaliger Adventisten wird der in einzelnen Adventgemeinden übliche fundamentalistisch-legalistische Umgang mit ihren Schriften als sehr bedrückend beschrieben.
Nach Ansicht der Kritiker gibt es innerkirchlich keinen sachlichen, positiv-kritischen Umgang mit Ellen White und ihrem Schrifttum, wie er bei anderen protestantischen Kirchen in Bezug auf ihre Kirchenlehrer stattfindet, z. B. Martin Luther bei der lutherischen Kirche, Johannes Calvin bei der reformierten Kirche oder John Wesley bei der methodistischen Kirche.
Sabbat
Der Sabbat stellt gesamtchristlich gesehen nur eine Minderheitsoption gegenüber der Sonntagsfeier und der Auffassung dar, es gäbe keinen verbindlichen christlichen Ruhetag. Andere Christen kritisieren die von den STA vertretene Auffassung, der Sabbat sei der verbindliche, rechtmäßige Ruhetag (und nicht nur eine Option), Zeichen der Treue gegenüber den Geboten Gottes, der in der Endzeit zum Prüfstein des wahren Glaubens an Gott werden wird (siehe Was Adventisten glauben, Kap. 12: Die Übrigen und ihr Auftrag). Diese Lehre findet sich auch in den Schriften Ellen G. Whites (z. B. Der große Kampf, Kap. 38: Die letzte Warnung). In dieser spezifischen Sabbattheologie ist auch das adventistische Selbstverständnis als Gemeinschaft der Übrigen „… die da halten die Gebote Gottes und haben das Zeugnis Jesu“ (Offenbarung 12,17) begründet.
1844, Heiligtumsdienst, Untersuchungsgericht
Die Erweckungsbewegung um den Baptistenprediger William Miller erwartete 1844 die Wiederkunft Jesu. Nach dem Ausbleiben dieses Ereignisses interpretierte eine Gruppe von ihnen die errechnete Jahreszahl nicht als Datum der Wiederkunft, sondern als Beginn eines neuen Heilsabschnittes in der Geschichte, in dem Jesus Christus seinen Dienst als Hohepriester im himmlischen Heiligtum beginnt. Diese Lehre begründete zusammen mit dem Sabbat 1863 die STA-Glaubensgemeinschaft. Sie spielt im praktischen Leben der Gemeinde jedoch kaum noch eine Rolle. Außerhalb der STA konnte sich diese Lehre nicht etablieren und wird als unbiblisches Dogma abgelehnt (s. Literatur: Rüdiger Hauth). Unabhängig vom strittigen Geschehen findet auch das Datum (1844) außerhalb der STA keine Akzeptanz. Es basiert auf einer prophetischen Zeitkette aus dem Buch Daniel (besonders aus Dan 8,13–19 ), bei deren Anwendung nach adventistischer Auslegung die Kreuzigung Jesu im Jahr 31 n. Chr. stattgefunden hat. Das Datum der Kreuzigung Jesu wird dabei aufgrund der Prophezeiung von Daniel 9,24–27  berechnet.